# Hamlet (film, 1907)
A Hamlet William Shakespeare Hamlet című drámája motívumai nyomán 1907-ben készített francia némafilm Georges Méliès rendezésében.
Hamlet szerepét a rendező, Georges Méliès játszotta.